# Brian Woodall
Brian Harold Woodall (Chester, 6 giugno 1948 – Chester, 4 maggio 2007) è stato un calciatore inglese, di ruolo attaccante.

## Carriera
Dopo aver giocato nelle giovanili dello Sheffield Wednesday viene aggregato alla prima squadra, militante nella prima divisione inglese, nel 1965, all'età di 17 anni; fa però il suo effettivo esordio in partite ufficiali con gli Owls solamente durante la stagione 1967-1968, nella quale mette a segno 2 reti in 9 presenze, a cui poi aggiunge altre 12 presenze e 2 reti nella stagione 1969-1970 ed infine un'ultima presenza in prima divisione nella stagione 1969-1970, annata che peraltro conclude con un periodo in prestito all'Oldham Athletic, club con il quale realizza una rete in 4 presenze in quarta divisione.
Nell'estate del 1970 viene ceduto al Chester City, club della sua città natale, a sua volta militante in quarta divisione: dopo 2 reti in 13 partite di campionato giocate viene poi ceduto in prestito per il resto della stagione 1970-1971 al Crewe Alexandra, altro club della medesima categoria, con cui è autore di ulteriori 11 presenze e 3 reti in incontri di campionato.
Nell'estate del 1971 va a giocare ai gallesi dell'Oswestry Town (che comunque militavano nelle serie minori del calcio inglese in quanto all'epoca non esisteva un campionato nazionale gallese), per poi dal 1975 al 1978 giocare a livello semiprofessionistico con il Colwyn Bay, altro club gallese.
In carriera ha totalizzato complessivamente 50 presenze e 10 reti nei campionati della Football League (22 presenze e 4 reti in prima divisione, più 28 presenze e 6 reti in quarta divisione).